# Castelo de San Cristóbal
O Castelo de San Cristóbal localiza-se na cidade e município de Almeria, na província de Almeria, comunidade autónoma da Andaluzia, na Espanha.
Trata-se das ruínas de uma fortificação erguida pelos muçulmanos, em posição dominante sobre uma elevação fronteira à alcáçova de Almeria.
Classificado como "castelo", a visita ao monumento é livre.
Encontra-se sob a proteção da Declaração genérica do Decreto de 22 de abril de 1949, e da Lei n° 16/1985 sobre o Património Histórico Espanhol. No ano de 1993 a Junta de Andalucía outorgou reconhecimento especial aos castelos da Comunidade Autónoma de Andaluzia.